# Rain (nghệ sĩ)
Đây là một tên người Triều Tiên, họ là Jung.
Jung Ji-Hoon (Hangul: 정지훈, Hanja: 鄭智薰 (Trịnh Trí Huân), sinh ngày 25 tháng 6 năm 1982 tại Seosan, Chungcheong Bắc, Hàn Quốc), thường được biết đến với nghệ danh Rain (ở nước ngoài) hay Bi (비, ở Hàn Quốc), là một ca sĩ nhạc Pop và R&B, kiêm diễn viên điện ảnh người Hàn Quốc. Anh được coi là nghệ sĩ tiên phong góp phần lan tỏa mạnh mẽ Làn sóng Hàn Quốc ra toàn cầu.

## Nghệ danh
Tại Hàn Quốc, anh sử dụng nghệ danh là Bi (비, có nghĩa là "mưa" trong tiếng Hàn). Nghệ danh Bi cũng sử dụng ở Nhật Bản (tiếng Nhật đọc thành ピ - Pi). Tại các nước khác, anh sử dụng nghệ danh là Rain. Ở Việt Nam anh thường được gọi là "Bi Rain", tuy nhiên đây không phải là nghệ danh chính thức.

## Buổi đầu
Rain thích nhảy R&B và Hip hop từ thời còn học lớp 6. Khi còn là học sinh, anh đã từng là thành viên của một ban nhạc có tên là Fanclub. Nhóm nhạc này tồn tại một thời gian ngắn sau đó thì tan rã. Rain đã đi thử giọng cho rất nhiều công ty tìm kiếm tài năng. Trong một bài phỏng vấn trên CNN, anh nhớ lại việc đã bị 18 công ty từ chối chỉ vì vẻ bề ngoài của mình: "Sự thật thì sau nhiều buổi thử giọng tôi đã được người ta nói là có khả năng ca hát và vũ đạo tuyệt nhưng không được chọn vì họ cho rằng tôi không có lợi thế về ngoại hình". Cuối cùng, Rain tham gia một buổi thử giọng của công ty tìm kiếm tài năng Hàn Quốc có tên JYP Entertainment (công ty giải trí hàng đầu tại Hàn Quốc). Park Jin-young, chủ tịch của công ty đã thể hiện sự quan tâm đặc biệt tích cực tới Rain và nhận anh làm ca sĩ học việc. Trong những năm đầu của thời còn học việc, Rain là người nhảy minh họa cho các ca sĩ của công ty này.
Năm 2002, Rain chính thức bước vào làng giải trí với album đầu tay Bad Guy cùng với cái tên được giới truyền thông giới thiệu qua sân khấu và về sau đã trở thành thông dụng, Rain. Trong album này, ca khúc cùng tên Bad Guy nhanh chóng trở thành một hit được ưa thích. Sau album đầu tay, Rain tạm nghỉ một quãng thời gian làm ca sĩ để đầu tư thì giờ cho bộ phim truyền hình, Sang Doo! Let's Go To School. Nối tiếp thành công của màn ra mắt ấn tượng, Rain cho ra album thứ 2 How to Avoid The Sun, và cũng như album thứ 1, ca khúc Ways to Avoid The Sun tiếp tục trở thành một hit của làng ca nhạc Hàn Quốc.
Năm 2004, Rain tham gia bộ phim truyền hình rất thành công Ngôi nhà hạnh phúc của đài KBS. Đây là một trong những bộ phim truyền hình Hàn Quốc có tỷ suất người xem cao nhất trong lịch sử (30% cho mỗi tập phim). Bộ phim này đã được phát sóng ở rất nhiều nước gồm Philippines, Malaysia, Indonesia, Singapore, Việt Nam, Thái Lan, Trung Quốc, Nhật Bản, Đài Loan và Hoa Kỳ. Nhờ bộ phim Full House, Rain được biết đến rộng rãi khắp châu Á. Diễn xuất của Rain trong phim cũng giúp anh giành được giải thưởng Nam diễn viên xuất sắc nhất của đài KBS.

## Sự công nhận của quốc tế
Album thứ ba của Rain It's raining bán được hơn 1 triệu bản trên khắp châu Á. Theo một thông báo của công ty quản lý trước kia của Rain JYP Ent cho công ty nội dung và văn hóa Hàn Quốc, It's Raining giành được vị trí đầu trong những album bán chạy nhất vào ngày 29 tháng 12 năm 2005 tại các nước: Nhật Bản (100.000 bản), Trung Quốc (500.000 bản), Đài Loan (70.000 bản), Thái Lan (150.000 bản), Indonesia (50.000 bản), và Hàn Quốc (154.000 bản), tổng cộng: 1.074.000 bản được bán ra, giúp It's raining trở thành album thành công nhất của Rain cả ở thị trường trong nước cũng như quốc tế. Buổi biểu diễn đầu tiên Rainy Day, tổ chức ở Hàn Quốc và Nhật Bản, đã bán hết vé ngay trong ngày đầu phát hành.
Năm 2004, Rain thu được sự công nhận lớn hơn bằng giải thưởng MTV Asia Grand Slam, điều này đã đảm bảo cho danh tiếng của Rain tại các quốc gia châu Á. Rain giành giải nam nghệ sĩ Hàn Quốc yêu thích của năm tại MTV Asia Aid tổ chức ở Bangkok, Thái Lan, giải thưởng nghệ sĩ châu Á nổi tiếng nhất của kênh truyền hình V, Thái Lan, giải Best Buzz Asia tại lễ trao giải MTV Video Music Awards Nhật Bản năm 2005 (Rain giành giải thưởng này cùng với Orange Range và Stefanie Sun), giải ca sĩ Hàn Quốc xuất sắc nhất trong lễ trao giải MTV-CCTV Mandarin Music Honors tại Bắc Kinh. Rain cũng được mời tham dự lễ trao giải MTV Video Music Awards của Mỹ tại Miami năm 2005, cũng như tại lễ trao giải MTV Latin Video Music Awards 2005 tại Mexico. Những thành tích này đã giúp Rain giành được rất nhiều sự chú ý của giới truyền thống, đặc biệt trong đó có bài phỏng vấn với tạp chí Time phiên bản châu Á và chương trình Talk Asia của kênh truyền hình CNN. Rain còn nhận được giải ca sĩ Hàn Quốc xuất sắc nhất 2005 của Mandarin Music Honors tại Đài Loan.
Sau đó Rain tiếp tục sự nghiệp với Tour diễn RAINY DAY 2005, bắt đầu tại Seoul, tiếp đến là Tokyo và Hồng Kông. Nhờ danh tiếng và những màn biểu diễn bốc lửa của Rain, vé bán hết nhanh chóng. Buổi biểu diễn Solo đầu tiên của Rain năm 2006 tại Nhật tổ chức ở Tokyo International Forum, vé bán hết trong 30 giây sau khi vừa được tung ra. Vé cho các buổi biểu diễn của anh tại Đài Loan cũng bán hết veo trong giây lát khi vừa được tung ra. Các buổi biểu diễn của Rain ở Hồng Kông vé bán hết chỉ trong vài giờ. Rain tiếp tục lập nên những kỉ lục ở châu Á. Giờ khi đã có những buổi biểu diễn rất thành công tại Nhật Bản và Hồng Kông. Rain tiếp tục xâm nhập thị trường Trung Quốc với một buổi biểu diễn tại Bắc Kinh.
Vào tháng 4 năm 2006, anh có tên trong danh sách "100 Most Influential People Who Shape Our World." (100 nhân vật có ảnh hưởng nhất hình thành nên thế giới) của tạp chí Time. Vào năm 2007, Rain đứng đầu trong cuộc bình chọn trực tuyến của Time, mặc dù anh không thực sự nằm trong danh sách của tạp chí. Anh vẫn đang tiếp tục cạnh tranh một cách hài hước với Stephen Colbert cho vị trí đứng đầu. Anh cũng nằm trong danh sách Những người đẹp nhất năm 2007 của tạp chí People.

### Danh tiếng tại Mỹ
Năm 2006, Time bình chọn anh là nghệ sĩ có tầm ảnh hưởng thứ 2 thế giới năm 2006 sau đạo diễn Lý An của Đài Loan.
Omarion và Rain đã thu âm bài song ca "Man Up", bài hát được phát hành trong phiên bản Album châu Âu của Omarion mang tên 21. Tuy nhiên, bài hát vẫn chưa được phát hành tại Mỹ do các vấn đề hợp đồng giữa vài công ty thu âm.
Năm 2007, lần đầu tiên Rain được chọn vào những người đẹp nhất thế giới của tạp chí People, anh được chọn tại khu vực "First-Time Beauties 2007" (những người đẹp đầu tiên). Trong một cuộc phỏng vấn, Rain nói anh cảm thấy rất vinh dự khi được lọt vào danh sách đồng thời cũng nói rằng đây sẽ là lợi thế lớn giúp anh được nhiều người biết tới tại Mỹ.
Trong năm 2007, Rain dành vị trí thứ nhất trong cuộc bầu chọn online của tạp chí Time top những người có tầm ảnh hưởng nhất thế giới (hay còn gọi là Time 100). Rain đánh bại Stephen Colbert tới 100.000 phiếu. Colbert sau đó đã làm một đoạn video hài hước bắt chước video bài hát của Rain ""How to Avoid the Sun".
Rain là ngôi sao Hàn Quốc đầu tiên xuất hiện trong một bộ phim Hollywood, Rain đã đóng vai tay đua Taejo Togokahn trong bộ phim Speed Racer phát hành năm 2008 đạo diễn bởi anh em nhà Wachowski. Tuy thất bại về mặt doanh số nhưng bộ phim này đã mở đường cho Rain giành được vai chính trong Ninja Assassin, bộ phim được phát hành vào ngày 25 tháng 11 năm 2009. Nhờ Ninja Assassin mà Rain đã trở thành người Hàn Quốc đầu tiên đoạt giải thưởng Biggest Badass Star tại MTV Movie Award năm 2010.
Năm 2011, Rain lần thứ hai lọt Top 100 người có tầm ảnh hưởng nhất thế giới do Tạp chí Time bầu chọn và trở thành nghệ sĩ châu Á đầu tiên 2 lần lọt Top TIME 100. Ngày 11/10/2011 Rain đã chính thức nhập ngũ đến ngày 10/7/2013 thì giải ngũ.

### Lưu diễn thế giới
Tour diễn vòng quanh thế giới Rain's Coming của anh bắt đầu từ 15 tháng 12 năm 2006 và theo lịch trình đi qua các nước sau: Hồng Kông, Singapore, Malaysia, Thái lan, Việt Nam, Trung Quốc, Nhật Bản, Đài Loan, Australia, Mỹ và Canada. Tour diễn này có sự hợp tác của những nhà sản xuất và thiết kế sân khấu hàng đầu thế giới như Jamie King and Roy Bennett, những người đã từng hợp tác với các danh ca nổi tiếng thế giới như U2, Michael Jackson, Madonna, Ricky Martin, Britney Spears và Rolling Stones. Lượng tiền thu được từ bán vé có thể hơn 100 triệu đô la Mỹ.
Buổi biểu diễn cuối cùng của Rain tại sân vận động Tokyo Dome, Nhật Bản ngày 25 tháng 5 năm 2007 thu hút được 43.000 người tham dự. Tokyo Dome là sân khấu biểu diễn lớn nhất nước Nhật và Rain trở thành ca sĩ Hàn Quốc đầu tiên biểu diễn tại đây.
Trong tour diễn này, những buổi biểu diễn được dự tính ở Thượng Hải, Toronto, San Francisco và Hawaii đã bị hoãn, tiếp đó buổi biểu diễn ở Los Angeles cũng bị hoãn. Buổi diễn dự định tổ chức tại Staples Center bị hoãn chỉ 2 tiếng trước giờ diễn do các vấn đề về sân khấu và công ty tổ chức liên quan.
Năm 2016, anh đến Việt Nam và là một trong các ca sĩ khách mời của đêm chung kết cuộc thi Hoa hậu Việt Nam.

## Album đã phát hành
- Vol 1: Bad Guy (2002)
- Vol 2: It's Raining (2004)
- Vol 3: Eternal Rain
- Vol 4: Rain's World (2006)
- Vol 5: Rainism (2008)
- Special Album: BACK TO THE BASIC (2010)
- Vol 6: Rain Effect (2013)

## Bộ phim đã tham gia

### Phim truyền hình
- Orange (오렌지) (2002)
- Tìm lại tình yêu (상두야 학교가자!) (2003)
- Ngôi nhà hạnh phúc (풀하우스) (2004)
- Phép màu tình yêu (이 죽일놈의 사랑) (2005)
- Kế hoạch B (도망자 플랜 B) (2010)
- My Lovely Girl (SBS 2014)
- Diamond Lover (First China Drama-2015)/Người tình kim cương (2015)
- Quý ông trở lại (SBS 2016)
- Sketch / Phác họa (2018)
- Welcome 2 life/Hai sinh mệnh (2019)
- Ghost Doctor/ Bác Sĩ Ma (tvN 2022)

### Phim điện ảnh
- Người điên yêu (2006)
- Vua tốc độ (2007)
- Ninja Assassin (2008)
- R2B: Return to Base (2012)
- The Prince (2014)
- For Love Or Money (2014)

## Đời tư
Rain thực hiện nghĩa vụ quân sự từ tháng 10 năm 2011 tới tháng 7 năm 2013.
Anh đã cải sang đạo Công giáo vào năm 2014.
Sau 5 năm hẹn hò, Rain và nữ diễn viên Kim Tae-hee kết hôn vào ngày 19 tháng 1 năm 2017.

## Giải thưởng
| Year | Awards |
| ---- | --- |
| 2002 | - MBC Top 10 Artist Award - KBS Music Award - New Artist, Most popular Singer Award by producers - SBS Music Award - New Artist - SBS Seoul Gayo Award - New Artist - M.NET Music Video Festival - New Artist - KMTV Korea Music Award - New Artist - Golden Disc Award - New Artist                                                                                               |
| 2003 | - M.NET Male Artist Award - KMTV Male Artist Award - MBC Top 10 Artist Award - KBS Male Artist Award - SBS Male Performer of the Year Award - KBS Rookie, Popularity, Best Couple (with Gong Hyo Jin), Netizen Actor Award of the Year |
| 2004 | - KBS Best Actor Award - MBC Top 10 Artist Award - KBS Artist of the Year - SBS Male Performer of the Year Award - Popularity Award of TV Part (The Baek Sang Arts Grand Award) - KBS Best Couple Award (with Song Hye Kyo) |
| 2005 | - MTV Asia Awards: Favorite Artist Korea - Channel [V] Best Single Award - MTV Video Music Awards Japan: Best buzz Asia from Korea - MTV China: CCTV Mandarin Music Honors Award - Andre Kim Awards: Best Star - KBS Drama "Love To Kill" hoặc "이 죽일놈의 사랑" |
| 2006 | - Tạp chí Time's 100 Most Influential People Who Shape the World Award - M.NET Male Artist Award - Asia TV Awards: Best Movie Style [A Love to Kill] - MKMF Mnet: Best Solo Male Artist - SBS Gayo Daejun 2006: Bonsang |
| 2007 | - MTV Asia's "Artist of the Month" [January] - 43rd Baeksang Arts Awards: Best New Actor for "I'm a Cyborg, But That's OK" - Listed in Tạp chí People's 100 Most Beautiful People [May 2007 Issue] - Hallyu Award - 44th DaeJong Film Awards: Overseas Popularity Award - 59th Berlin Film Festival: Alfred Bauer Prize (I'm a Cyborg, But That's OK)                              |
| 2008 | - 19/02/08 Cici korea - 2008 Style Icon Awards - 10/12/2008 Rain at Golden Disk Award - 28/10/2008 Rain Received Commendation From President |
| 2010 | - MTV Movie Award Biggest Badass Star - MAMA2010 Best Solo Dance (for Love Song) - Korea Achievement Award given by the Korean Culture & Content Agency - Green Growth Life Ambassador of South Korea Lee Da Hae - Green Planet Movie Awards: Best International Entertainer (Asia), Asian Cultural Ambassador of The Year, One of The Top 10 Most Outstanding Asians in Hollywood |